# Sankt Nikolaj Kirke (Flensborg)
 For alternative betydninger, se Sankt Nikolaj Kirke. (Se også artikler, som begynder med Sankt Nikolaj Kirke)
Sankt Nikolaj Kirken i Flensborg er opført i 1400-tallet i byens centrum ved Søndertorvet. Nikolajkirken er Flensborgs tyske hovedkirke. Kirken er opkaldt efter skytshelgenen Skt. Nicolaus.
Kirken er opført som en treskibet gotisk hallekirke uden tårn og spir. Kirken blev opført i to faser: Den første fase omfatter de fire smalle vestligste hvælfag samt den høje sydlige tilbygning, der præges af gule og røde teglsten. Den anden fase omfatter de tre østligste fag samt koret. Det nuværende 90 meter høje tårn blev først bygget til i 1892, altså efter Slesvigs overgang til tysk herredømme. Kirkens orgel stammer fra begyndelsen af 1602 og dets facade er udført af den lokale kunstner Hinrich Ringerinck. Orglet var skabt af orgelbygger Nicolas Maaß fra København og blev 1709-10 udvidet af Arp Schnitger. Bronzedøbefonten stammer fra 1497. Facaden rummer bl.a. Christian 4. og dronning Anna Cathrines våbenskjold. Renæssanceprædikestolen er fra 1570, den senbarokke altertavle er fra 1749.
Byens første lutherske prædiken blev holdt i Nikolajkirken den 30. november 1526. Det var den nye nederlandske førstepræst ved Sankt Nikolaj Kirke Gerhard Slewart, som holdt prædiken.
Den nuværende kirkebygning erstattede en ældre kirke på samme sted, som blev opført omkring 1332. Den første kirke blev opført i tilknyting til byens anden handelsplads på Flensborg Fjords vestbred. Tæt på Kirken ligger byens gamle kloster.

## Ekstern henvisning
- Kirkens netsted